# Vulaines
Pour les articles homonymes, voir Vulaines (homonymie).
Vulaines (de son vrai nom Vulaines-sur-Vanne) est une commune française, située dans le département de l'Aube en région Grand Est.

## Géographie
| Bagneaux Yonne | Planty          |                         |
|                | Vulaines        | Saint-Benoist-sur-Vanne |
| Flacy Yonne    | Rigny-le-Ferron |                         |

Existent au territoire : 
- l'Autoroute A5 et sa sortie n° 19,
- La Vanne.

### Toponymie
Villeines, Vilenae, Vilennes, dont le nom apparaît dès le XIe siècle sur un pouillé du diocèse de Sens. Vulaines-sur-Vanne sur la carte Cassini.
Sur un cadastre de 1840, on voit au territoire : Charmoy, Châteliers, Jean-Joly, chemin des Minières, Motte de Vulaines, la Potence, le Signal-des-Essarts.

### Hydrographie
La commune est dans la région hydrographique « la Seine de sa source au confluent de l'Oise (exclu) » au sein du bassin Seine-Normandie. Elle est drainée par la Vanne, un bras de la Vanne, un bras de la Vanne, le Fossé de Tiremont et divers autres petits cours d'eau,.
La Vanne, d'une longueur de 59 km, prend sa source dans la commune de Fontvannes et se jette  dans l'Yonne à Paron, après avoir traversé 22 communes. 

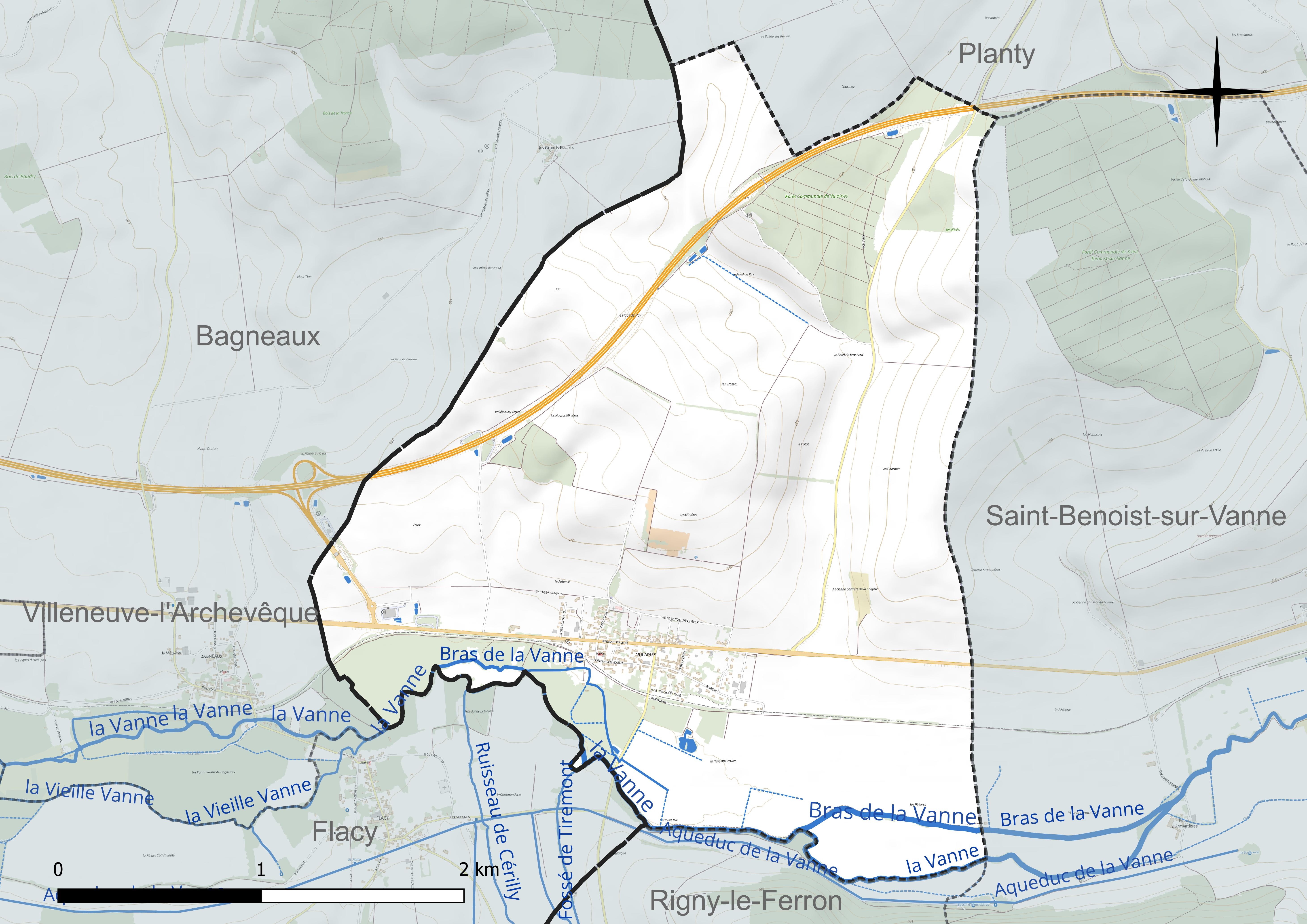
Réseau hydrographique de Vulaines.

### Climat
Pour des articles plus généraux, voir Climat du Grand Est et Climat de l'Aube.
En 2010, le climat de la commune est de type climat océanique dégradé des plaines du Centre et du Nord, selon une étude du Centre national de la recherche scientifique s'appuyant sur une série de données couvrant la période 1971-2000. En 2020, Météo-France publie une typologie des climats de la France métropolitaine dans laquelle la commune est exposée à un climat océanique altéré et est dans la région climatique  Nord-est du bassin Parisien, caractérisée par un ensoleillement médiocre, une pluviométrie moyenne régulièrement répartie au cours de l’année et un hiver froid (3 °C). 
Pour la période 1971-2000, la température annuelle moyenne est de 10,6 °C, avec une amplitude thermique annuelle de 15,7 °C. Le cumul annuel moyen de précipitations est de 740 mm, avec 11,9 jours de précipitations en janvier et 7,7 jours en juillet. Pour la période 1991-2020, la température moyenne annuelle observée sur la station météorologique de Météo-France la plus proche, « Flacy », sur la commune de Flacy à 1 km à vol d'oiseau, est de 11,2 °C et le cumul annuel moyen de précipitations est de 740,8 mm. 
La température maximale relevée sur cette station est de 41,9 °C, atteinte le 25 juillet 2019 ; la température minimale est de −25 °C, atteinte le 9 janvier 1985,,. 
Les paramètres climatiques de la commune ont été estimés pour le milieu du siècle (2041-2070) selon différents scénarios d'émission de gaz à effet de serre à partir des nouvelles projections climatiques de référence DRIAS-2020. Ils sont consultables sur un site dédié publié par Météo-France en novembre 2022.

## Urbanisme

### Typologie
Au 1er janvier 2024, Vulaines est catégorisée commune rurale à habitat dispersé, selon la nouvelle grille communale de densité à 7 niveaux définie par l'Insee en 2022.
Elle est située hors unité urbaine et hors attraction des villes,.

### Occupation des sols
L'occupation des sols de la commune, telle qu'elle ressort de la base de données européenne d’occupation biophysique des sols Corine Land Cover (CLC), est marquée par l'importance des territoires agricoles (84,6 % en 2018), une proportion sensiblement équivalente à celle de 1990 (84,8 %). La répartition détaillée en 2018 est la suivante : 
terres arables (84,6 %), forêts (11,4 %), zones urbanisées (3,9 %). L'évolution de l’occupation des sols de la commune et de ses infrastructures peut être observée sur les différentes représentations cartographiques du territoire : la carte de Cassini (XVIIIe siècle), la carte d'état-major (1820-1866) et les cartes ou photos aériennes de l'IGN pour la période actuelle (1950 à aujourd'hui).

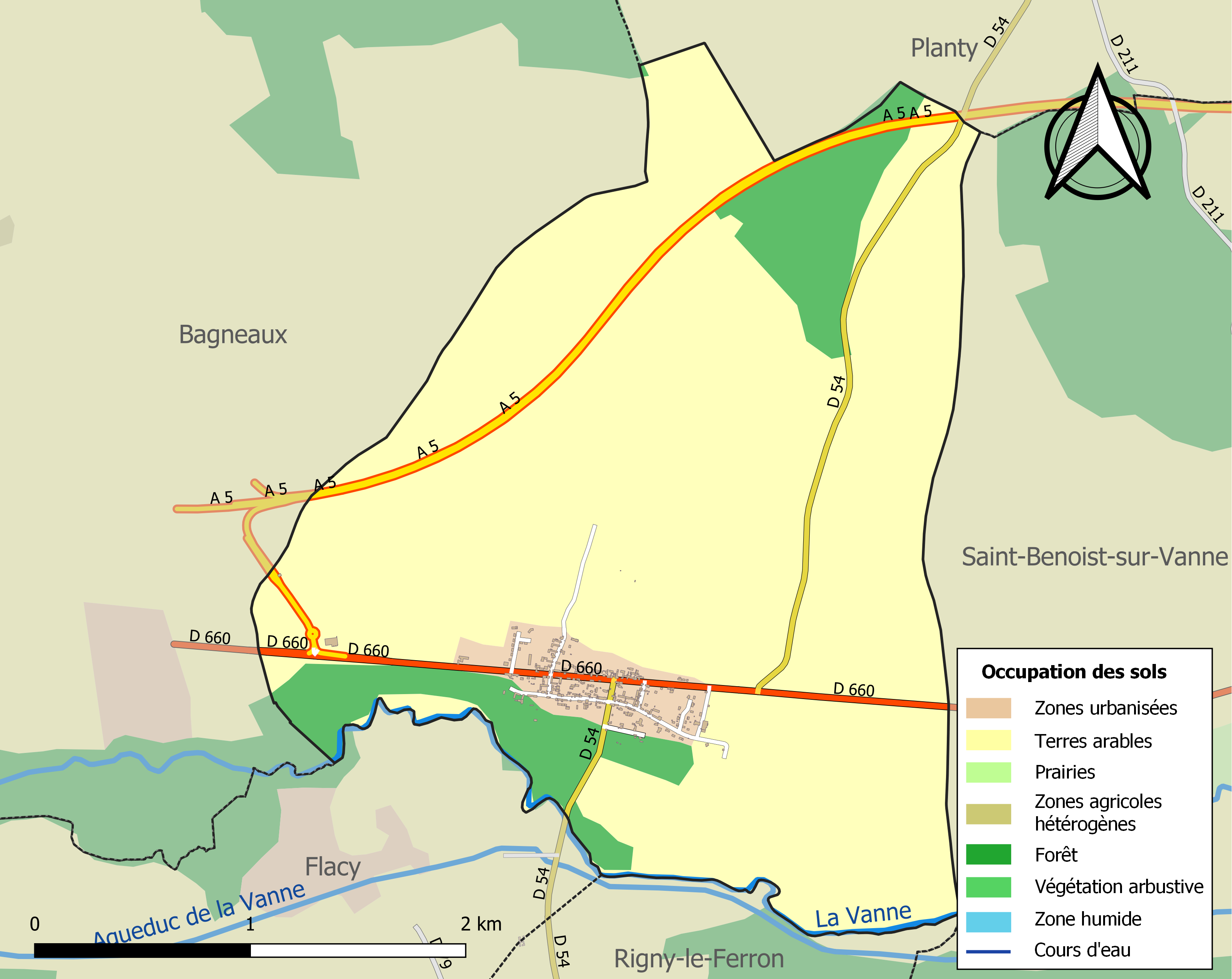
Carte des infrastructures et de l'occupation des sols de la commune en 2018 (CLC).

## Historique
Le fief relevait de Villemaur. La communauté avait quelques biens et usages connu depuis février 1330 mais elle était fort pauvre, le village avait brûlé en 1624, au moment où elle devait héberger des gens de guerre et qui ne laissait que trois ou quatre maisons intactes. Plus de quinze foyers devaient encore en 1789 chercher du travail à l'extérieur du village ou mendier. En 1789, le village était encore de l'intendance et de la généralité de Paris, de l'élection et du bailliage de Sens. En 1806, le château qui était en ruines fut vendu par la ville comme matériaux. En 1902 était organisée une compagnie de pompiers.

### Jean-Joly
Aussi dit Jean-Juilly, était un fief qui est cité en 1504 ayant pour seigneur Bernard de Pontville aussi seigneur de Flacy. Et en fin Claude le Blanc, secrétaire d'État à la Guerre qui l'avait acheté en 1720 à Marie Moreau, veuve de Charles Alexis d'Abonde, étant tutrice de ses enfants.

## Politique et administration
| Période                                  | Période    | Identité              | Étiquette | Qualité                         |
| ---------------------------------------- | ---------- | --------------------- | --------- | ------------------------------- |
| vers                                     | 1790       | Louis Hardy           |           |                                 |
| 21 janvier 1793                          |            | Manchin               |           |                                 |
| 12 Nivôse An VII                         |            | Burtel                |           |                                 |
| 1er FLoréal An IX                        |            | Edmé Robinet          |           |                                 |
| 18 Fructidor An XI                       |            | Joachim Burtel        |           |                                 |
| 1er janvier 1836                         |            | Hippolyte Millard     |           |                                 |
| 25 avril 1837                            |            | Théodore Boudin       |           |                                 |
| 15 mars 1852                             |            | Antoine Robinet       |           |                                 |
| 24 juin 1859                             |            | François Adam         |           |                                 |
| 3 septembre 1865                         |            | François Adam         |           |                                 |
| 14 mai 1871                              |            | Léon Toulouse         |           |                                 |
| 18 juin 1871                             |            | Augustin Lécorché     |           |                                 |
| 23 janvier 1881                          |            | Alexis Robinet        |           |                                 |
| 18 mai 1884                              |            | Eugène Hutin          |           |                                 |
| 1915                                     |            | Arthur Vincent        |           | au décès de M. Hutin            |
| 10 décembre 1919                         |            | André Foiry           |           |                                 |
| 28 avril 1927                            |            | Octave Hutin          |           |                                 |
| 12 mars 1941                             | 1946       | Camille Audinot       |           | nommé                           |
| 2 février 1946                           | 1960       | Germain Audinot       |           |                                 |
| 23 juin 1960                             | après 1995 | Charles Nonat         | DVD       |                                 |
| Mars 2001                                | 2014       | Nelly Fandard-Schmite | UMP       |                                 |
| Mars 2014                                | Mars 2016  | Laurent Proyart       | DVD       | Agent d'affaires Démissionnaire |
| Avril 2016                               | En cours   | Philippe Etcheto      |           |                                 |
| Les données manquantes sont à compléter. |            |                       |           |                                 |

## Démographie

### Évolution démographique
L'évolution du nombre d'habitants est connue à travers les recensements de la population effectués dans la commune depuis 1793. Pour les communes de moins de 10 000 habitants, une enquête de recensement portant sur toute la population est réalisée tous les cinq ans, les populations de référence des années intermédiaires étant quant à elles estimées par interpolation ou extrapolation. Pour la commune, le premier recensement exhaustif entrant dans le cadre du nouveau dispositif a été réalisé en 2004.

En 2022, la commune comptait 225 habitants, en évolution de +0,45 % par rapport à 2016 (Aube : +0,7 %, France hors Mayotte : +2,11 %).
| 1793 | 1800 | 1806 | 1821 | 1831 | 1836 | 1841 | 1846 | 1851 |
| ---- | ---- | ---- | ---- | ---- | ---- | ---- | ---- | ---- |
| 240  | 236  | 247  | 217  | 253  | 256  | 155  | 266  | 254  |

| 1856 | 1861 | 1866 | 1872 | 1876 | 1881 | 1886 | 1891 | 1896 |
| ---- | ---- | ---- | ---- | ---- | ---- | ---- | ---- | ---- |
| 291  | 301  | 318  | 314  | 329  | 287  | 279  | 264  | 257  |

| 1901 | 1906 | 1911 | 1921 | 1926 | 1931 | 1936 | 1946 | 1954 |
| ---- | ---- | ---- | ---- | ---- | ---- | ---- | ---- | ---- |
| 240  | 234  | 242  | 241  | 237  | 242  | 281  | 229  | 222  |

| 1962 | 1968 | 1975 | 1982 | 1990 | 1999 | 2004 | 2006 | 2009 |
| ---- | ---- | ---- | ---- | ---- | ---- | ---- | ---- | ---- |
| 247  | 245  | 207  | 171  | 187  | 212  | 220  | 216  | 226  |

| 2014 | 2019 | 2022 | - | - | - | - | - | - |
| ---- | ---- | ---- | - | - | - | - | - | - |
| 223  | 227  | 225  | - | - | - | - | - | - |

### Pyramide des âges
La population de la commune est relativement jeune.
En 2018, le taux de personnes d'un âge inférieur à 30 ans s'élève à 34,8 %, soit en dessous de la moyenne départementale (35,2 %). À l'inverse, le taux de personnes d'âge supérieur à 60 ans est de 30,8 % la même année, alors qu'il est de 27,7 % au niveau départemental.
En 2018, la commune comptait 106 hommes pour 120 femmes, soit un taux de 53,1 % de femmes, légèrement supérieur au taux départemental (51,41 %).
Les pyramides des âges de la commune et du département s'établissent comme suit.
| Hommes | Classe d’âge | Femmes |
| ------ | ------------ | ------ |
| 0,0    | 90 ou +      | 0,0    |
| 8,5    | 75-89 ans    | 11,6   |
| 17,9   | 60-74 ans    | 23,1   |
| 26,4   | 45-59 ans    | 19,0   |
| 9,4    | 30-44 ans    | 14,0   |
| 22,6   | 15-29 ans    | 9,9    |
| 15,1   | 0-14 ans     | 22,3   |

| Hommes | Classe d’âge | Femmes |
| ------ | ------------ | ------ |
| 0,8    | 90 ou +      | 2,1    |
| 7,4    | 75-89 ans    | 10,2   |
| 17,4   | 60-74 ans    | 18,4   |
| 19,4   | 45-59 ans    | 19     |
| 17,8   | 30-44 ans    | 17,3   |
| 18,3   | 15-29 ans    | 15,9   |
| 19     | 0-14 ans     | 17,1   |

## Lieux et monuments

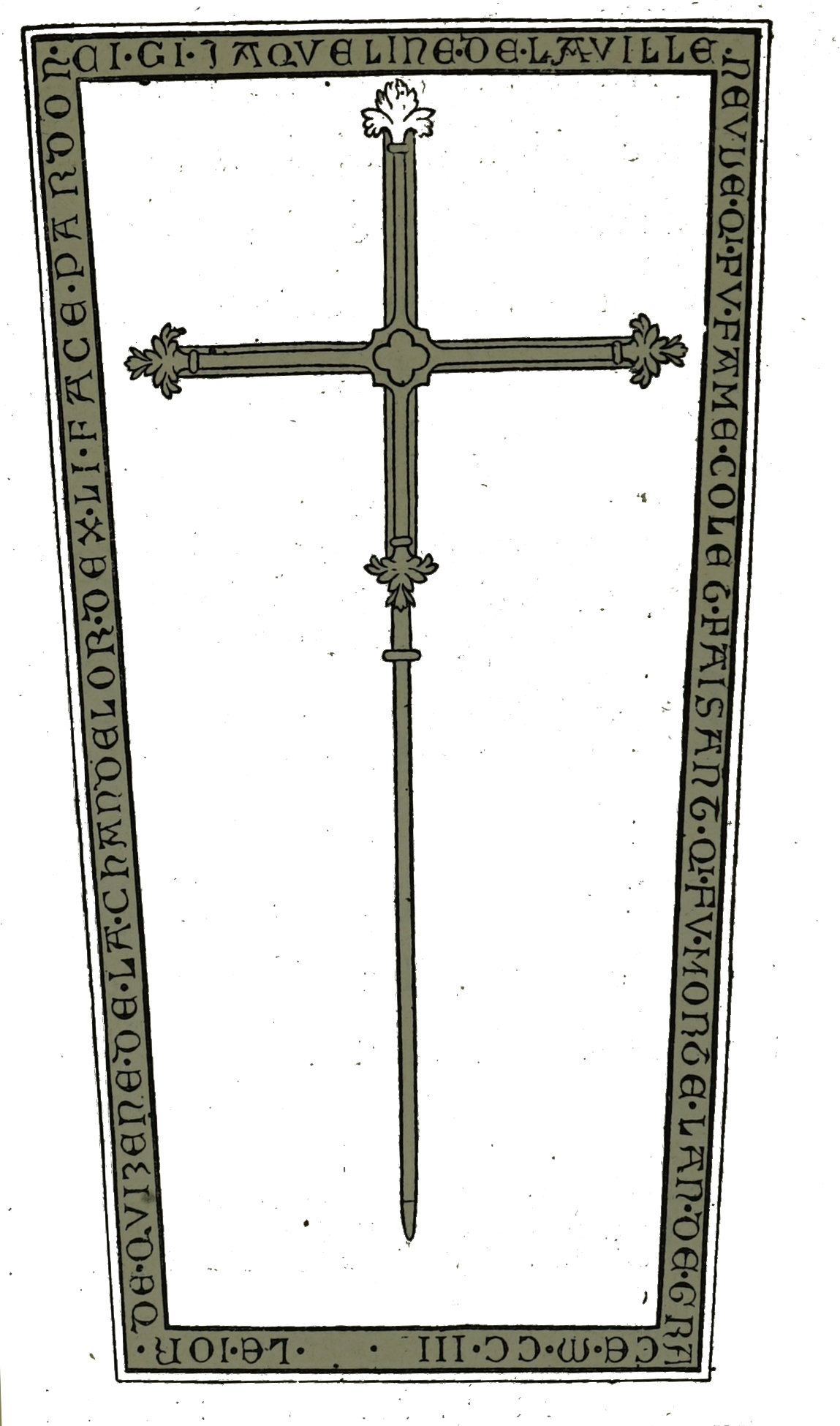
Dalle de Jacqueline VIleneuve.

La paroisse dépendait du diocèse de Sens et du doyenné de la Rivière de Vanne et à la collation de l'évêque. L'église, sous le patronage d'Antoine, est du XIIe siècle. Elle a comme mobilier une statuaire du XVIe siècle :
- Marie et saint Jean au Calvaire[21] qui se trouvaient sur la poutre de Gloire mais entourent actuellement un Christ en Croix[22] en bois.
- Un saint Antoine[23].
- Une sainte[24].
Elle possédait plusieurs dalles funéraires du XIIIe siècle comme celle de Jehan Leclerc, de sa mère et de Jacqueline de Villeneuve.
Deux blasons, traces d'un litre funéraire, de Claude-Esprit Jouvenel de Harville des Ursins, marquis de Traînel et de son épouse, Marie-Antoinette de Goyon de Matignon ?